# みんな元気 (2009年の映画)
『みんな元気』（みんなげんき、原題：Everybody's Fine）は、2009年のアメリカ合衆国のドラマ映画。監督はカーク・ジョーンズ、出演はロバート・デ・ニーロ、ドリュー・バリモア、ケイト・ベッキンセイル、サム・ロックウェルなど。1990年のイタリアの同名映画のリメイク作品。日本では劇場公開されずビデオスルーになった。主題歌はポール・マッカートニーによる「（アイ・ウォント・トゥ）カム・ホーム」。全米2位初登場のスマッシュヒットとなった。

## ストーリー
仕事から引退し、最近妻を亡くしたフランク・グードは、4人の子供たちが家を訪ねてくるのでその準備に忙しい。しかし、直前になって次々とキャンセルの電話がかかって来る。1人にも会えなかったことに少し落ち込んだフランクは、子供たち1人1人に会いに大陸横断旅行に出かけることにする。
医師の警告にも拘わらず、フランクは息子の1人、デイヴィッドに会うために電車でニューヨークへ向かう。デイヴィッドは不在らしく、一向に帰って来ないので、フランクはデイヴィッドに手紙を残し、他の子供たちに会うためにニューヨークを後にする。彼はデイヴィッドを待っている間、アパートの1階の画廊の窓にデイヴィッドの絵が飾ってあるのに気付く。
彼の次の訪問はシカゴにいる娘のエイミーだが、会った直後、彼女は訪問には時期が悪いと言う。彼女は、父の家に行けなくなったと伝えた時、息子のジャックが病気だからと言っていた。しかし、エイミーの家に着くと、ジャックは元気で、フランクはエイミーが嘘の理由をでっち上げていたことに気付く。郊外の豪奢な家の庭でフランクはジャックと一緒にゴルフの練習をする。ジャックと父親との間にはぎこちなさがあり、夕食は居心地の悪いものとなる。翌朝、フランクはエイミーと共にダウンタウンにある洒落たエイミーのオフィスへ行き、エイミーが働く広告代理店によるテレビ広告の内容を聞き、意見を言う。彼女はデンバーにいる息子ロバートの所に向かうフランクを駅まで送る。列車を待っている間、エイミーは、偶然居合わせた同僚トムをフランクに紹介する。
フランクが1人で移動する最中、場面は兄弟間の電話での会話に切り替わる。デイヴィッドはメキシコで何らかのトラブルに見舞われており、エイミーは何が起こっているのかを知るためにメキシコへ向かう。姉妹とロバートは、確かなことが分かるまでは父親にデイヴィッドのことは黙っていることを申し合わせる。
フランクはロバートが市のオーケストラを指揮するのを見るのを楽しみにしながらデンバーに到着する。しかし、ロバートは単なるパーカッショニスト（打楽器担当）であることが判明する。ロバートはまた、翌日オーケストラがヨーロッパへ向かうため、フランクの訪問はタイミングが悪いと言うが、これも嘘である。そう言われてしまったフランクは娘のロージーに会うために直ちにラスベガス行きのバスを手配する。フランクはどの訪問もサプライズにするのだと強硬だが、ロバートはロージーに電話をしてフランクが行くことを予め伝える。
時差帯の間の移動の際に必要な時計の調整を誤って行ってしまったことから、バスに乗り遅れたフランクは、女性が運転するトラックに途中まで乗せて貰い、遅れてラスベガスに到着する。人気の無い駅の通路で麻薬中毒者と遭遇したフランクは、哀れみから麻薬中毒者に金を与える。中毒者はそれを受け取るが、フランクが「金を貰っておいて『有難う』も言わないのか」と言ったことから口論になる。中毒者は力づくでフランクから全ての金を奪おうとするが失敗する。その際、フランクの薬瓶が床に落ちてしまう。中毒者は腹いせに薬瓶を踏みつけて中味ごと粉砕してしまう。フランクは毎日薬を飲まなければならないので、砕かれた錠剤の破片を拾い集める。彼は処方箋の発行を求めて係りつけの医師に電話するが、医師の助言に反して旅行していることは黙っている。彼はデビッドがトラブルに巻き込まれる夢を見る。
ラスベガス駅でロージーはストレッチリムジンでフランクを出迎え、前の週に終わった大きなショーに出演していたと言う。彼女は彼を彼女の巨大で豪華なアパートに連れて行き、そこへ彼女の友人のジリーが子守をして欲しいと彼女の赤ちゃんを連れて来る。フランクは留守番電話にメッセージが吹き込まれるのを耳にし、その豪華なアパートは本当はロージーが男の友人から借りているものであることを知る。夕食中、フランクはロージーに、彼女ら子供たちが母親には全てを話していたのに、何故、自分には話をしてくれなかったのかと尋ねる。彼女は、フランクがいつも彼女らに期待し過ぎていて、決して良い聞き手ではなかったので、彼女らは彼に心を開くことが出来なかったのだと打ち明ける。フランクは、子供たちが皆自分に嘘をついているのではないか、そしてデイヴィッドが何らかの問題を抱えているのではないかと不安になる。
フランクは飛行機で帰宅するが、薬が切れたことから飛行機のトイレで心臓発作を起こしてしまう。昏睡中、フランクは幼い頃の子供たちの夢を見て、各人を詰問し、それぞれの秘密を明らかにさせる。エイミーは浮気している夫と別居しており、それが夫と息子の間に緊張を引き起こしている。ロバートはヨーロッパに行くと嘘をついた。ロージーは本当はバイセクシュアルで、ジリーが連れてきた子供の母親である。フランクが病院で目覚めると、病室にはエイミー、ロバート、ロージーがいる。彼らは、デイビッドが鬱病になって、メキシコで麻薬の過剰摂取で死亡したことを遂にフランクに伝える。その夜、フランクは病室にいる子供の頃のデイヴィッドの幻を見る。フランクは、デイヴィッドがとにかく生きてさえいてくれれば自分は幸せだっただろうと言い、申し訳なかったと謝る。成人の姿に変わったデイヴィッドの幻は、それはフランクのせいではないと言い、立ち去る。
回復したフランクは妻の墓を訪れ話しかける。彼は子供たち各人の様子について話し、そして子供たちに無理をさせすぎて子供たちをもっと理解しようとしなかったことについて後悔していると話す。フランクはデイヴィッドのアパートの1階にある画廊に再び行き、デイヴィッドの絵を買おうとするが、既に売れてしまっていた。店番の女の子は、デヴィッドの絵が売りに出てきたら知らせるとフランクに言う。彼が画廊を出た後、彼女はフランクが残した連絡先を見て家族であることに気付き、デイヴィッドが如何に素晴らしかったかをフランクに伝えるために店を飛び出してくる。彼女はフランクに、彼がより理解し易いデイヴィッドの別の絵を見せる。それは、接着剤とマカロニで作られた、ポリ塩化ビニルで被覆された送電線を描いた風景画であった。それは、送電線をポリ塩化ビニルで被覆する仕事に長年従事したフランクに敬意を表したものであった。
最後のシーンはクリスマスの家族が集まった時のもの。3人の子供たちは皆、料理をしたり、ツリーを飾り付けたりするのを手伝っている。ロージーとジリーはカップルとなっていて、一緒に赤ちゃんを育てている。フランクは最後に食堂に入り、皆、楽しく食事をする。

## キャスト
※括弧内は日本語吹替
- フランク: ロバート・デ・ニーロ（樋浦勉）
- ロージー: ドリュー・バリモア（林真里花）
  - 幼少期: マッケンジー・ミローン（藤田瑞希）
- エイミー: ケイト・ベッキンセイル（坪井木の実）
  - 幼少期: リリー・シーン（遠藤綾）
- ロバート: サム・ロックウェル（加瀬康之）
  - 幼少期: シーマス・デイヴィー＝フィッツパトリック（武田華）
- デイヴィッド: オースティン・リシ（内田岳志）
  - 幼少期: チャンドラー・フランツ（小林由美子）
- ジャック: ルシアン・メイゼル - エイミーの息子。
- ジェフ: ダミアン・ヤング（英語版） - エイミーの夫。
- トム: ジェームズ・フレイン - エイミーの現在のパートナー。
- コリーン: メリッサ・レオ - トラック運転手。
- ジリー: キャサリン・メーニッヒ（東條加那子） - ロージーのパートナー。

## 作品の評価
Rotten Tomatoesによれば、141件の評論のうち高評価は47%にあたる66件で、平均点は10点満点中5.3点、批評家の一致した見解は「ロバート・デ・ニーロの穏やかでカリスマ性のある演技がこの映画を救いかけたが、結局のところ、『みんな元気』はステレオタイプなクリスマス・ドラマコメディの見た目と雰囲気である。」となっている。
Metacriticによれば、25件の評論のうち、高評価は10件、賛否混在は8件、低評価は7件で、平均点は100点満点中47点となっている。